# Isąg
Isąg – jezioro znajdujące się na terenie gminy Łukta. Linia brzegowa dobrze rozwinięta, brzegi w większości wysokie (południowe są zalesione). Przez jezioro przepływa rzeka Pasłęka.
Nazwa jeziora pojawia się w dokumentach z 1354 r., i zapisana jest jako See Ising, co oznaczało w języku pruskim "rozejść się, rozpierzchnąć".
W 1991 roku wody zakwalifikowano do III klasy czystości. W 2003 roku ponownie przeprowadzono badania, ale stan wód jeziora nie uległ poprawie i nadal znajdowały się w III klasie. Analiza właściwości fizyczno-chemicznych rzeki Pasłęki przed ujściem do jeziora Isąg (III klasa ze względu na zawartość materiału organicznego) i na odpływie (II klasa) wskazują, że może ona mieć ujemne oddziaływanie na stan wód jeziornych.